# 桜庭るり
桜庭るり（さくらば るり、12月26日 - ）は、日本のアイドル。埼玉県出身。WonderStory所属。女性アイドルグループノン☆ストップ!!!、BUZZのメンバーである。愛称はるーたん。

## 来歴

### 2017年
- 09月 東京ゲームショウ2017 オオカゼプレス取材 タレント班 班長
- 09月 NHK BSプレミアムドラマ「全力疾走」出演
- 10月 アイドルグループ「ノン☆ストップ!!!」青色担当グループリーダー活動開始
- 10月 中日スポーツ新聞「ノン☆ストップ!!!」掲載

### 2018年
- 03月 劇団コンシールボイスドラマCD ジャケット写真イメージモデル
- 04月 ジュエリーブランド「Lucky Juwely」店舗イメージモデル
- 08月 東京MX、千葉テレビ「真夜中のおバカ騒ぎ」 8月レギュラー出演[3]
- 09月 阪神梅田駅デジタルサイネージにて「cafeココナラ」イメージモデル
- 10月 NTT DoCoMo スゴ得コンテンツ「CHEERZ」for スゴ得グルメコラムタレントライターとして就任[4]
- 10月 ソロ曲「追恋コール」Amazon,Apple Music,LINE Musicなどでデジタル配信開始[5]
- 11月  アイドルグループ「BUZZ」青色担当 活動開始[6]
- 11月 秋葉原オシャレCAFÉ「EMONS CAFÉ」店舗イメージモデル
- 11月 フレンス・パリ発「ALETTE BLANC」腕時計PRイメージモデル

## 人物
- 趣味はクレーンゲーム、専門店巡り
- 特技は高速瞬き
- 大好きな食べ物は焼肉、お寿司、クリームソーダ。

## 作品

### CDシングル
- 追恋コール（2018年10月31日）[7]